# Bahnhof Puidoux

Der Bahnhof Puidoux (bis 2018 Bahnhof Puidoux-Chexbres) ist ein Bahnhof der SBB an der Bahnstrecke Lausanne–Bern im Kanton Waadt. Er wurde 1862 bei der Eröffnung dieser Strecke durch die Bahngesellschaft Chemin de fer Lausanne–Fribourg–Berne in Betrieb genommen.
Der Bahnhof ist auch Endpunkt der Bahnstrecke Vevey–Puidoux, auf der die Linie S7 des Verkehrsverbunds Waadt verkehrt. Diese Ergänzungsstrecke von 7,8 Kilometer Länge verbindet seit dem Jahr 1904 die Hauptstrecke Bern–Lausanne mit der Hauptstrecke Brig–Lausanne und ermöglicht so einen direkten Verkehr von Bern in das Wallis ohne die früher nötige Richtungsänderung im Bahnhof Lausanne.

## Lage
Der Bahnhof befindet sich im Gebiet der Gemeinde Puidoux. Er steht jedoch nicht in der Nähe der kleinen Ortschaft Puidoux selbst, die unweit der Haltestelle Moreillon liegt, sondern im Gebiet Le Verney im Südwesten der Gemeinde. Die Bahnanlage ist am Berghang westlich des Flusses Forestay eingerichtet. Die Linie nach Lausanne erreicht kurz nach dem Bahnhof in einem Rechtsbogen den Cornallaztunnel.

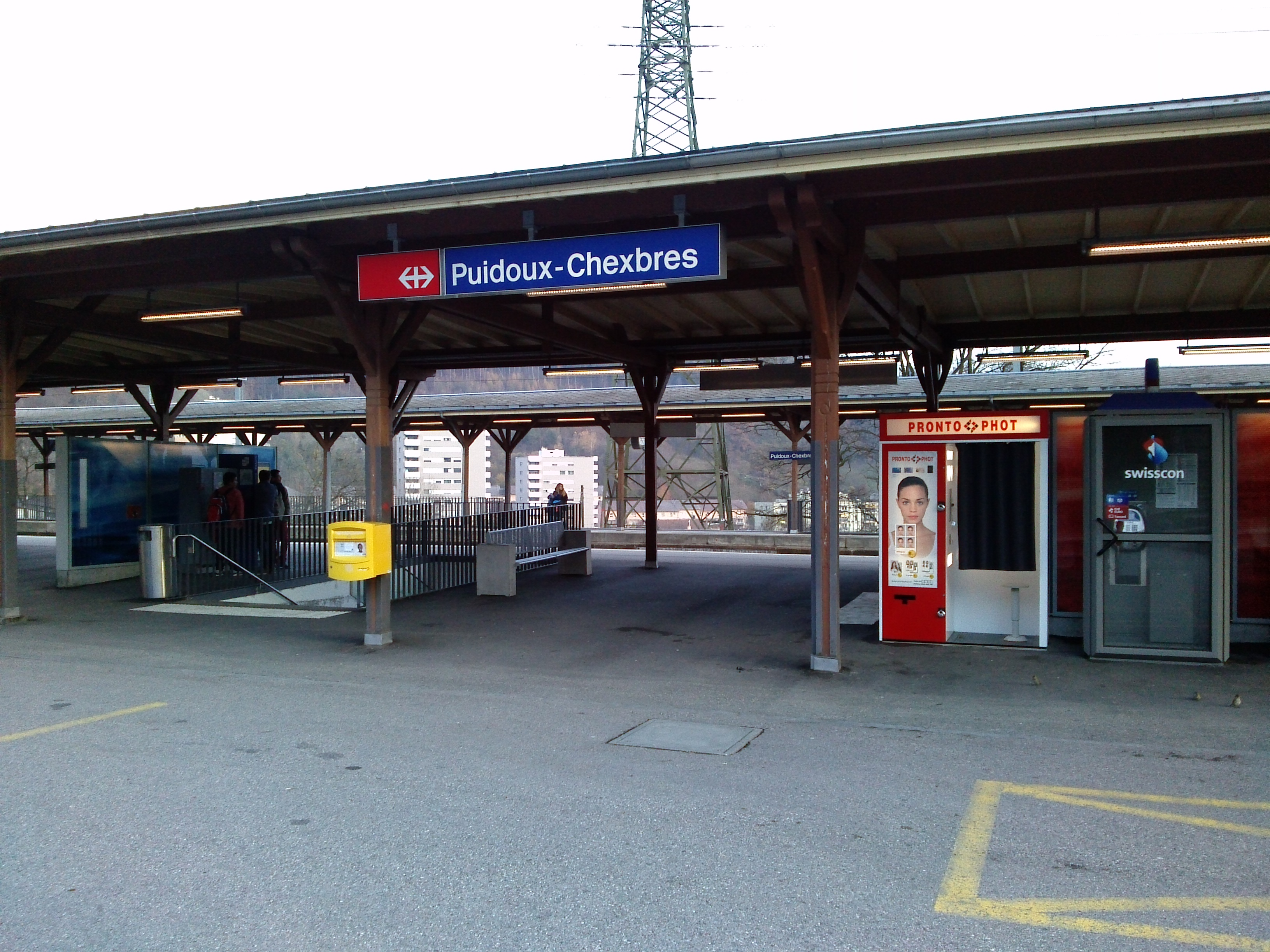
Alte Bezeichnung Puidoux-Chexbres

Näher beim Bahnhof ist die grössere Ortschaft Chexbres, deren Gemeindegebiet nur etwas mehr als einen halben Kilometer vom Bahnhof entfernt liegt und die zuerst auf diesen Bahnhof an der Linie Lausanne–Bern ausgerichtet war. Ursprünglich hiess der heutige Bahnhof Puidoux denn auch Gare de Chexbres und erhielt erst 1904 den Namen Puidoux-Chexbres, weil unmittelbar beim Dorfzentrum an der Strecke nach Vevey der jüngere Bahnhof Chexbres-Village lag.
Unter dem Gleisfeld des Bahnhofs Puidoux hindurch verläuft die Autobahn A9 (Europastrasse E 62) durch den Flonzaleytunnel.

## Anlage und Architektur

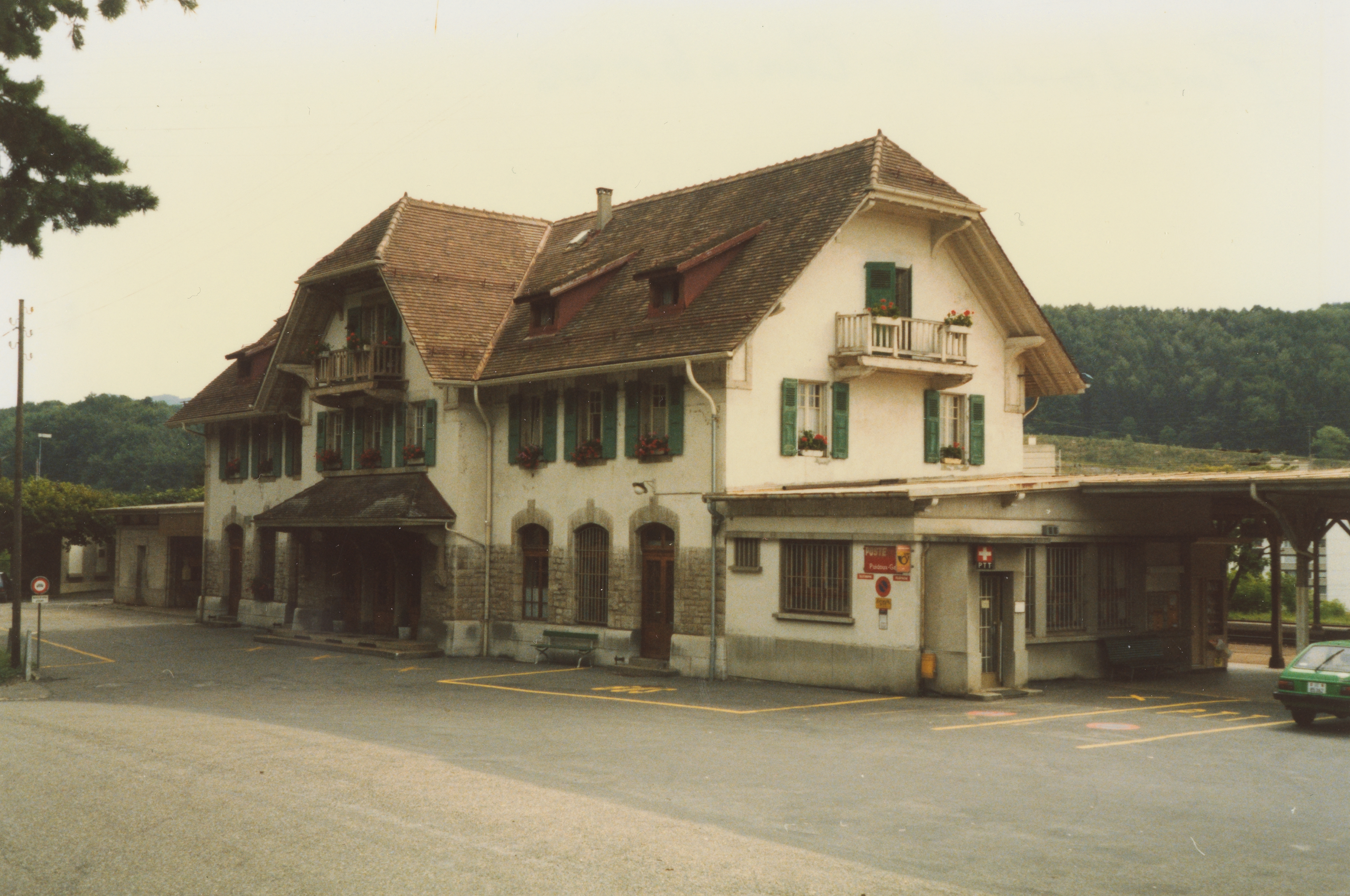
Stationsgebäude Strassenseite 1980

Das Bahnhofgebäude steht auf der Westseite der Bahnlinie, die an dieser Stelle von Südwesten gegen Nordosten verläuft, und ist über die Route de la gare und die Route de Flonzaley an das Strassennetz angeschlossen. Zu Fuss ist der Bahnhof von Le Verney aus über den kürzeren Chemin de la Gare und die ältere, im Jahr 2017 vergrösserte Fussgängerunterführung erreichbar.
Der Bahnhof Puidoux erhielt zur Eröffnung der Lausanne-Bern-Linie eines der grössten Stationsgebäude an dieser Strecke. Das langgestreckte, zur Bahnlinie traufständige Haus hat zwei Stockwerke und zusätzlich im hohen Krüppelwalmdach ein Dachgeschoss, dessen Nutzraum mit einem Kreuzdach mit Zwerchhausgiebeln sowie einem Kniestock in Riegelbauweise vergrössert ist. Das Dachgeschoss verfügt über kleine Balkone in der Mitte der Längsseiten und an den Stirnseiten. Mit dem markanten Dach nimmt das Bauwerk Bezug auf die traditionelle ländliche Architektur. Diese Eigenheit hat es mit den gleichzeitig an dieser Bahnlinie errichteten Stationen Palézieux und Romont gemein, die auch mit einem Kreuzdach ausgestattet sind, im Übrigen jedoch eine etwas andere Gestalt aufweisen als der Bahnhof von Puidoux.
Der Bahnhof hat fünf Gleise, von denen zwei zur Hauptlinie Lausanne–Bern gehören und das dritte das Endstück der Linie nach Vevey bildet, die den Bahnhof in südlicher Richtung verlässt. Vor dem Empfangsgebäude und zwischen dem zweiten und dem dritten Gleis befinden sich Bahnsteige, während das vierte Gleis zum Rangieren und Abstellen von Zügen dient und für Zugspassagiere nicht direkt zugänglich ist. Das fünfte Rangiergleis auf der Nordwestseite dient der Zufahrt zu den Güterschuppen südwestlich des Bahnhofsgebäudes.
Im Südwesten führen aus dem Bahnhof zwei kurze, von der Linie nach Vevey abzweigende Gleise zum SBB-Bahnstrom-Umformerwerk Puidoux.

## Angebot
Puidoux wird von mehreren Linien des RER Vaud sowie einer Nachtlinie erschlossen:
- S 40 Lausanne – Palézieux – Romont – Fribourg/Freiburg
- S 41 Lausanne – Palézieux – Romont – Fribourg/Freiburg
- R 7 Vevey – Puidoux – Palézieux (Train des Vignes)
- R 8 Allaman – Morges – Renens – Lausanne – Puidoux – Palézieux – Payerne
- R 9 Allaman – Morges – Renens – Lausanne – Puidoux – Palézieux – Payerne – Avenches – Murten/Morat
- SN Allaman – Morges – Renens – Lausanne – Puidoux – Palézieux – Romont – Fribourg/Freiburg  (Nachtlinie)

Der Bahnhof Puidoux wird zudem mehrmals täglich vom Postautokurs Cully-Palézieux bedient.
Neben dem Bahnhof liegt ein Park and Ride-Feld mit Ladestationen für Elektrofahrzeuge.